# Atrichornis
Atrichornis Stejneger , 1885 è un genere di uccelli dell'ordine dei Passeriformi, l'unico ascritto alla famiglia Atrichornithidae Stejneger , 1885.

## Etimologia
Il nome scientifico del genere, Atrichornis, deriva dall'unione delle parole greche τριχος (trikhos, "capelli") e ορνις (ornis, "uccello") alle quali si somma il suffisso negativo (anch'esso di origine greca) a-, col significato di "uccello senza capelli/peli", in riferimento alla coda completamente piumata di questi animali, in contrapposizione a quella degli affini uccelli lira, che presenta penne e peluria.

## Descrizione
Si tratta di uccelli di dimensioni medio-piccole (17–23 cm), dall'aspetto di scriccioli giganti, con una grossa testa che sembra direttamente incassata nel corpo, becco conico lungo e appuntito, lunghe e poderose zampe, corte ali arrotondate e una coda piuttosto lunga e rastremata.
La livrea presenta colori assai tenui e dominati dai toni del bruno, più scuro su testa e area dorsale e più caldo su fianchi e petto, mentre gola e ventre sono bianchi.

## Biologia
Le specie ascritte al genere sono uccelli diurni che vivono generalmente da soli: molto timidi e circospetti, essi passano la maggior parte della giornata al suolo, pronti a rifugiarsi fra la vegetazione al minimo segnale di pericolo. Pur essendo in grado di volare, questi animali s'involano solo raramente e per distanze molto limitate. Nonostante la loro furtività, i richiami di questi uccelli sono sorprendentemente rumorosi: essi sono inoltre ottimi imitatori.

I maschi pattugliano territori piuttosto vasti (6-9 ha), al cui interno trascorrono l'80% circa del tempo in un nucleo di 1-2 ha incentrato, di solito, sulla migliore area di approvvigionamento. I posatoi sono collocati in alti arbusti o alberi ben discosti dal nucleo centrale. Molto spesso nell'ambito del feudo del maschio è alloggiata una femmina che occupa un'area di nidificazione di 1-2 ha alla periferia della proprietà. Tra i sessi i contatti sono sporadici e il padrone del territorio tende a soddisfare i suoi ardori anche con femmine in zone adiacenti non sorvegliate da altri maschi in frange estreme del suo appezzamento.

La difesa del territorio viene praticata tutto l'anno con il canto. All'epoca degli amori, i maschi imperversano con i loro fraseggi. Le capacità canore si manifestano durante il periodo della fregola del loro secondo anno di vita e vengono messe a punto via via che l'anno si dipana. Oltre al canto territoriale si riconoscono delle brevi strofe, meno stereotipate, che incorporano elementi rielaborati dai versi di altre specie. Il maschio dell'uccello del bush rossiccio, eccellente imitatore, dà sfogo alle sue velleità artistiche esclusivamente quando si approssima il momento di accoppiarsi.
La dieta degli uccelli del bush è imperniata su una vasta gamma di insetti ed altri piccoli invertebrati, con occasionali aggiunte di lucertoline, gechi o rane. I piccoli degli uccelli del bush chiassosi saccheggiano almeno 18 ordini di invertebrati, con prevalenza di ragni, cavallette, scarafaggi e larve assortite. Gli adulti foraggiano tra i giunchi, le foglie cadute e gli arbusti bassi, procedendo con lentezza, pronti a cogliere ogni movimento o rumore, e di quando in quando rovesciando una foglia con un rapido schiocco del capo. Quanto all'uccello del bush rossiccio, questi usa insinuarsi sotto lo strato di detriti vegetali. La preda può anche essere alzata mentre l'uccello rimane immobile e picchia ripetutamente col piede sulla lettiera.
Gli uccelli del bush rossicci si riproducono in primavera ed estate, mentre i loro colleghi per questo fine prediligono l'inverno. La femmina dell'uccello del bush chiassoso è sessualmente matura già nel primo anno, il maschio a partire dai 3 anni; entrambi approdano forse al limite dei 9 anni di età. La femmina costruisce un nido in forma di cupola con una ridotta entrata laterale e ne riveste il fondo con le sue piume o con legno in putrefazione asciugato sino ad assumere la consistenza di una sorta di cartapesta indurita. (La femmina dell'uccello del bush rossiccio fodera completamente la cavità.) La preparazione del nido può richiedere anche tre settimane e l'unico uovo viene deposto una settimana più tardi. La stagione di deposizione va da maggio a ottobre, con una punta massima in giugno. La madre cova l'uovo che schiude dopo 36-38 giorni: un periodo eccezionalmente lungo, ma va tenuto presente che l'uovo, come accade con l'uccello lira, di norma viene lasciato scoperto per una parte della giornata. Oltre che a nutrire il nidiaceo, la femmina provvede alla pulizia del nido. Uscito dal nido, il piccolo rimane con la madre presumibilmente sino al termine della prima muta, a 2 o 3 mesi circa. Se l'uovo va perduto, la femmina ricomincia da capo le sue fatiche in un'altra tana, ma se muore il pulcino rinuncia definitivamente.

## Distribuzione e habitat
La famiglia è endemica dell'Australia, della quale le due specie sono fra i passeriformi più rari ed occupano areali molto limitati: mentre l'uccello del bush chiassoso è confinato a pochi siti nella punta sud-occidentale dell'Australia Occidentale, l'uccello del bush rossiccio occupa una piccola fascia pedemontana della costa dell'Australia orientale. Ambedue le specie sono adattate a vivere nelle aree boschive con sottobosco denso e impenetrabile.
I due areali disgiunti e così distanti fra loro suggerirebbero una trascorsa distribuzione attraverso l'intera isola-continente; l'attuale status residuale è il risultato di mutamenti climatici e vegetazionali intervenuti a partire dal Miocene e in particolare delle severe oscillazioni climatiche del Pleistocene.

## Tassonomia
La famiglia è monotipica, comprendendo un singolo genere con due specie:
Famiglia Atrichornithidae
- Genere Atrichornis
  - Atrichornis rufescens (Ramsay, 1867) — uccello dei cespugli rossiccio
  - Atrichornis clamosus (Gould, 1844) — uccello dei cespugli chiassoso

Gli Atricornitidi sono vicini sul piano filogenetico ai Menuridi, dai quali hanno cominciato a divergere 30-35 milioni di anni fa e coi quali formano un clade molto basale e fratello di tutti gli altri passeriformi.